# Demonax lumawigi
Demonax lumawigi är en skalbaggsart som beskrevs av Hüdepohl 1992. Demonax lumawigi ingår i släktet Demonax och familjen långhorningar.
Artens utbredningsområde är Filippinerna. Inga underarter finns listade i Catalogue of Life.